# Bernâtre
Bernâtre település Franciaországban, Somme megyében. Lakosainak száma 38 fő (2022. január 1.). Bernâtre Agenville, Auxi-le-Château, Conteville, Domléger-Longvillers, Hiermont és Maizicourt községekkel határos.

## Népesség
A település népességének változása:
| Lakosok száma | 31   | 30   | 32   | 35   | 37   | 37   | 38   | 38   |
|               | 2013 | 2015 | 2017 | 2018 | 2019 | 2020 | 2021 | 2022 |